# 東京農政事務所
東京農政事務所（とうきょうのうせいじむしょ）は、農林水産省の地方支分部局である関東農政局の出先機関だった。
2011年9月1日施行の「農林水産省設置法の一部を改正する法律」によって廃止された。

## 組織
- 東京地域センター（千代田区大手町 大手町合同庁舎）